# Naturskyddsföreningen
Naturskyddsföreningen (Naturfredningsforeningen) er en svensk miljøorganisation, som ønsker at udbrede viden, kortlægge miljømæssige trusler, skabe løsninger og påvirke politikere og offentlige myndigheder på både nationalt og internationalt plan. Klima, have, skove, miljømæssige toksiner og landbruget er fokusområderne.
Bra Miljöval (godt miljøvalg) er miljømærket i Naturskyddsföreningen. Det er omtalt som "Good Environmental Choice" på engelsk. Naturskyddsföreningen begyndte ecolabelling (økologimærkning) i 1988 på vaskemidler og papir. Systemet omfatter 12 produktområder.
Ecolabelling omfatter også det internationalt indførte mærkningssystem af TCO'95 og'99 på computere, Green Office-projektet og ecolabelling af elektricitet.